# لاکهارت (آلاباما)
لاکهارت (به انگلیسی: Lockhart) شهری در شهرستان کاوینگتون ایالت آلاباما است که مساحت آن ۲٫۹۲ کیلومتر مربع است و در سرشماری سال ۲۰۱۰ میلادی، ۵۱۶ نفر جمعیت داشته و تراکم جمعیتی آن، ۱۷۶٫۷۱ نفر در هر کیلومتر مربع بوده است.